# Kärnten

Kärnten (slovenska: Koroška) är ett förbundsland (tyska: Bundesland) i södra Österrike som gränsar till Italien och Slovenien samt förbundsländerna Tyrolen, Salzburg och Steiermark. Befolkningen uppgår till drygt 550 000 invånare. Huvudstad är Klagenfurt.

## Geografi
Kärnten ligger i södra Österrike och gränsar mot förbundsländerna Salzburg och Steiermark i norr och nordost, mot Slovenien och Italien i söder och mot förbundslandet Tyrolen i väst.
Kärnten ligger helt och hållet i östalperna. Mer än hälften av förbundslandets yta är belägen över 1 000 m. Norra Kärnten är ett högfjällområde som domineras av bergskedjorna Hohe Tauern och Gurktalalperna. Södra Kärnten präglas av djupa dalgångar, främst Draudalen, Klagenfurtbassängen, Gurkdalen och Lavantdalen. Mot söder bildar de Karniska alperna gränsen till Italien och Karawankerna gränsen till Slovenien. Dolomiterna bildar gränsen till Tyrolen. I Kärnten ligger också Österrikes högsta bergstopp, Grossglockner (3 798 m), som ingår i nationalparken Hohe Tauern. I dessa fjäll finns 38 glaciärer.
Floden Drau är Kärnstens viktigaste flod och rinner genom landet i väst–östlig riktning. Tillflöden är bland annat floderna Gail, Gurk, Lavant, Lieser och Möll. Kärnten har fyra större insjöar (Wörthersee, Ossiacher See, Millstätter See och Weissensee) samt cirka 1 270 mindre insjöar.

### Befolkning
Mer än hälften av förbundslandets befolkning bor i Klagenfurtbassängen mellan städerna Klagenfurt och Villach. Andra viktiga städer är Wolfsberg och Völkermarkt i östra Kärnten, Feldkirchen in Kärnten och Sankt Veit an der Glan i mellersta Kärnten och Spittal an der Drau i västra Kärnten.
I söder bor en slovensk minoritet på 14 000 personer som är erkänd som autokton minoritet. Det exakta antalet är dock okänt, eftersom minoriteten inte vill låta sig räknas. Genom århundradena har antalet slovenskspråkiga minskat genom språklig "germanisering" av befolkningen, då tyskan sedan tidig medeltid har varit förvaltningsspråket. Under 1300-talet, efter Habsburgarnas övertagande av Steiermark och Kärnten, blev det tyskspråkiga assimileringstrycket för den slovenskspråkiga befolkningen implicit allt tydligare. I ett land där den ekonomiska och politiska makten låg hos tyskspråkig adel, var det tyska språket nödvändigt för att kunna ta sig fram i samhället. Källor från 1500-talet berättar om hur slovenerna skickade sina barn till tyskspråkiga skolor . Vid sekelskiftet 1900 utgjorde fortfarande de slovenskspråkiga cirka en tredjedel av Kärntens befolkning men minoriteten minskades avsevärt i samband med att landet tvingades avträda landområden till Jugoslavien (sedermera Slovenien) och till Italien efter första världskriget. Under mellankrigstiden och under andra världskriget bedrevs assimileringsinriktad politik i Österrike mot den slovenskspråkiga befolkningen , vilket gjorde att antalet slovenskspråkiga i statistiken minskade ytterligare.
Majoriteten av invånarna i Kärnten är romersk-katolsk. 10,3 procent av befolkningen är protestanter.

## Politik
Kärntens politiska styre regleras av förbundslandsförfattningen från 1996. Förbundslandets parlament är lantdagen med 36 ledamöter som väljs vart femte år. Lantdagen har sitt säte i huvudstaden Klagenfurt. Regeringschefen (tyska: Landeshauptmann) tillsammans med två vice regeringschefer och fyra förbundslandsråd (tyska: Landesrat) bildar Kärntens regering. Regeringens sammansättning bestämdes fram till valet 2018 av lantdagens sammansättning baserat på ett proportionellt system. Sedan dess bestäms den genom majoritetsval. Kärnten har 4 representanter i förbundsrådet.

### Lantdagsvalet 2023
Valet den 5 mars 2023 blev en tillbakagång för SPÖ som fick 38,92% av rösterna (–9,02). Fyra partier kom in i lantdagen, desamma som i föregående val (preliminärt resultat i procent):
- SPÖ 38,92 (–9,02)
- FPÖ 24,55 (+1,59)
- ÖVP 17,03 (+1,58)
- KÖFER 10,09 (+4,42), Team Kärnten (TK)

Partier som inte klarade spärren till lantdagen var Grüne, Neos, Vision Österreich (VÖ), Liste Stark, Bündnis für Kärnten (BFK) och KPÖ.

### Distrikt
Kärnten är indelad i nio administrativa distrikt:
- Klagenfurt
- Villach
- Feldkirchen
- Hermagor
- Klagenfurt-Land
- Sankt Veit an der Glan
- Spittal an der Drau
- Villach-Land
- Völkermarkt
- Wolfsberg

## Historia
Arkeologiska fynd visar att området var bebott redan under äldre stenåldern. Under 300-talet f.Kr. invandrade kelter i området som så småningom skapade kungadömet Noricum. Noricum underkastade sig Romarriket 15 f.Kr. utan strid och blev romersk provins 45 e.Kr. Under folkvandringstiden drog olika germanska stammar genom området.

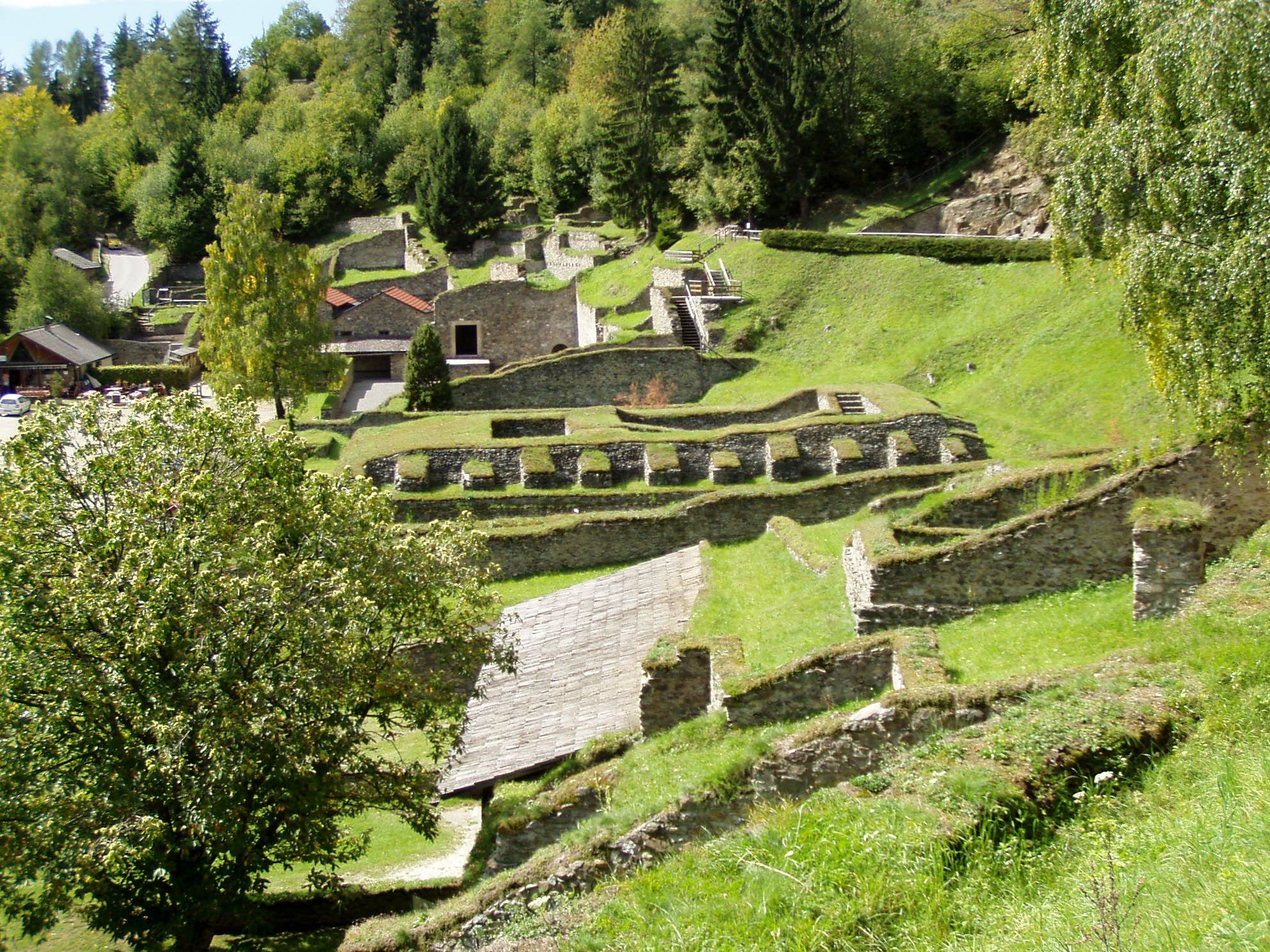
Ruiner efter den romerska staden vid Magdalensberg

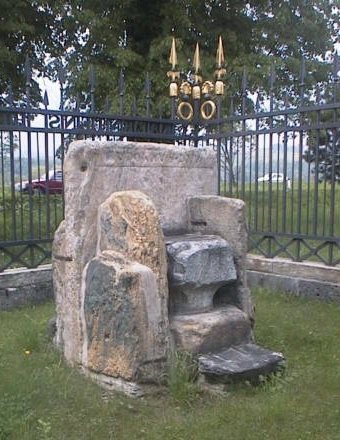
Hertigstolen på Zollfeld är troligen från andra hälften av 800-talet och användes i de karantanska kröningsceremonierna, vilka fortsatt förrättades på slovenska vid kröningen av de kärntniska hertigarna fram till 1414.

Mot slutet av 500-talet bosatte sig slaver i området och upprättade herradömet Karantanien som kom under bayersk herravälde efter 740. Vid den här tiden började också den kristna missionen i Karantanien. De första kyrkorna efter antiken byggdes, som till exempel i Teurnia och Maria Saal kring 757 och de första klostren grundades (Innichen, idag i Sydtyrolen 769 och Kremsmünster, idag i Oberösterreich 777).
Området införlivades tillsammans med de bayerska territorierna med Frankerriket år 788. År 820 tog frankiska markgrevar över efter de slaviska furstar som fram till dess hade kunnat upprätthålla en viss autonomi. Mellan 856 och 893 regerades landet av de tyska kungarna Karlmann (856-876) och Arnulf (876–893), mellan 893 och 947 av markgreven Luitpold och hans ättlingar och mellan 947 och 976 av de bayerska hertigarna Henrik I (947-955) och Henrik II (955-976).

Efter ett misslyckat upprorsförsök av den bayerska hertigen Henrik II beslöt kejsare Otto II 976 att avskilja Kärnten från Bayern och upphöja Kärnten till självständigt hertigdöme, som varade fram till 1918, för att försvaga Bayern. Kärnten är således det äldsta landet i dagens Österrike. Till hertigdömet hörde flera markgrevskap, bland andra Krain och Marchia Carantana, som senare skulle bli Steiermark, grevskap som Sanndalen rund Cilli med flera. Men redan i början på 1000-talet började dessa områden att frigöra sig från Kärnten. Krain, Istrien, Sanndalen, Steiermark, Lungau m m blev självständiga eller tillföll angränsande herradömen. 1252 slöts ett fredsfördrag mellan Salzburg, Tyrolen, Görz och Kärnten som reglerade intressesfären i området.
Under 1000- till 1300-talen regerades landet av olika ätter som avlöste varandra, bland andra Luitpoldingarna, Salierna, Ludolfingarna, Eppensteinarna, Sponheimarna, den böhmiske kungen Ottokar II och Meinhardinarna. Vid sidan av hertigarna ägde flera adelsätter så som grevarna av Görz, Lurn, Ortenburg och Jaun och biskoparna av Salzburg, Freising och Bamberg större landområden i Kärnten vilket förhindrade upprättandet av ett enhetligt och starkt herravälde. 1335 fick habsburgarna Kärnten som förläning.
På 1330- och 1340-talen drabbades Kärnten av flera naturkatastrofer. 1338 och 1339 förstörde gräshoppssvärmar skörden, 1348 utlöste en förödande jordbävning med epicentrum i norra Italien ett bergsskred som förstörde minst åtta fästningar och samma år kom digerdöden till Kärnten.
Även 1400-talets sista och 1500-talets första årtionden var en svår tid för Kärnten. Mellan 1473 och 1483 skövlade osmanska trupper under fem infall landet. På 1480-talet ockuperade ungerska trupper större delen av Kärnten. Herrarna tog ut allt högre skatter men kunde inte skydda befolkningen mot de militära hoten vilket ledde till tilltagande missnöje bland bondebefolkningen. 1478 reste sig bönderna i det "stora bondeupproret" mot adeln, 1515 reste sig de slovenska bönderna i söder och 1525 nådde det tyska bondekriget norra Kärnten. Men dessa uppror slogs blodigt ner. Därtill kom flera pestepidemier och ytterligare infall av gräshoppssvärmar som förstörde skörden.
Under reformationen övertog merparten av ständerna och befolkningen den lutherska läran. 1578 fick hertigen Karl II bevilja religionsfrihet. Under hans son Ferdinand (senare tysk-romersk kejsar Ferdinand II) tog motreformationen fart. Från och med 1600 rekatoliserades landet, delvis med våld. Den protestantiska adeln förvisades ur landet 1628–1629. På 1700-talet avtog förföljelsen av protestanterna.
Under Maria Teresias regentskap genomfördes förvaltnings- och skattereformer som inskränkte ständernas makt. 1782 förlorade Kärnten sin administrativ självständighet och underställdes provinsregeringen i Graz.

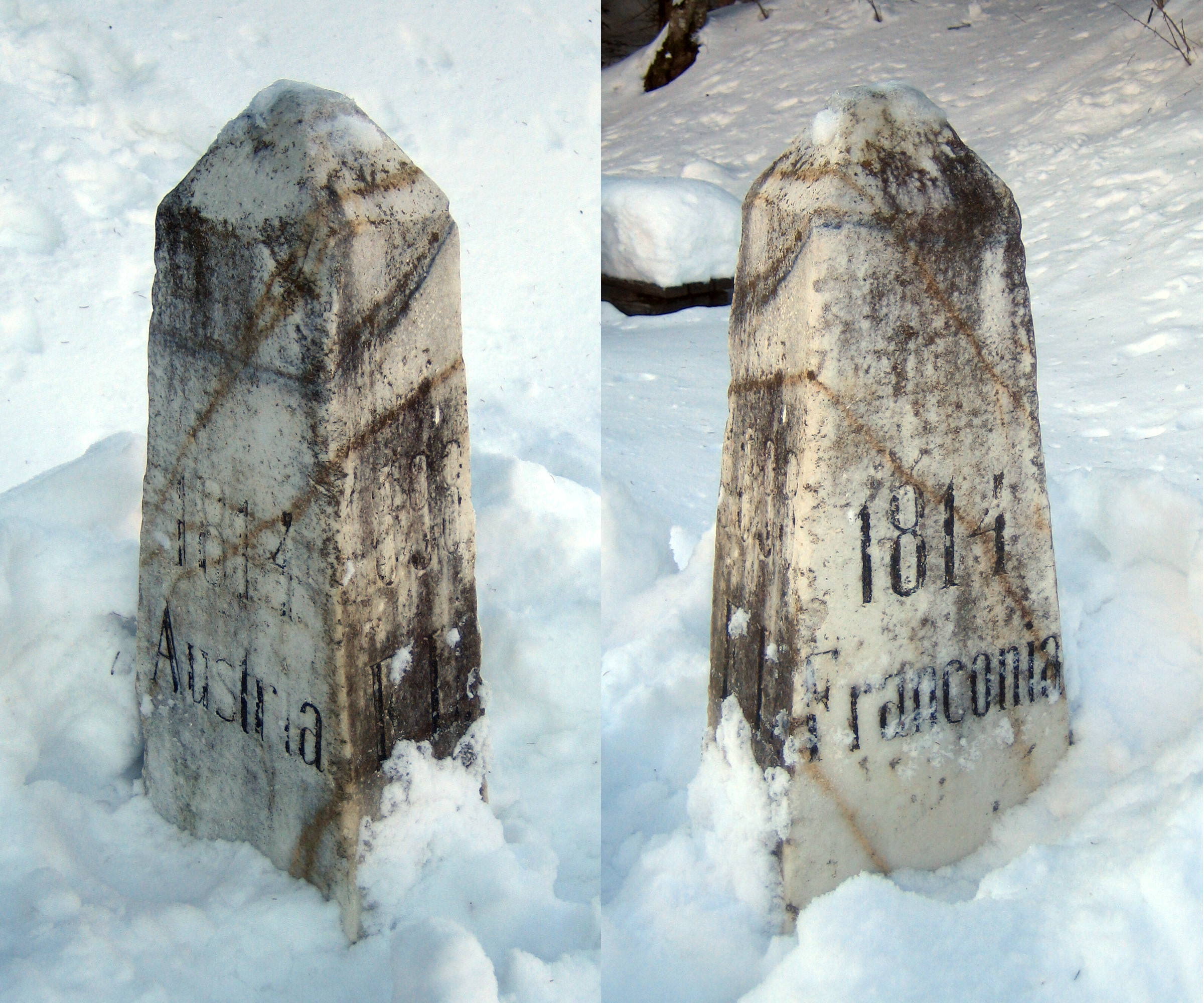
Gränssten mellan Kärnten och Frankrike

Under koalitionskrigen (Franska revolutionskrigen och Napoleonkrigen) ockuperades landet av franska trupper 1797, 1805 och 1809. 1809 delades Kärnten och övre Kärnten med staden Villach införlivades med Napoleons Illyriska provinserna. Efter den slutgiltiga segern mot Napoleon och Wienkongressens nyordning blev hela Kärnten del av det nybildade Kungariket Illyrien fram till dess upplösning 1849.
Efter revolutionen 1848 krävde en nyvald lantdag återupprättandet av Kärnten som självständigt land. 1849 slutligen blev Kärnten kronland inom den Habsburgska monarkin och Klagenfurt blev huvudstad.
1915, ett år efter första världskrigets utbrott, förklarade Kungariket Italien, som fram till dess hade varit neutralt, krig mot Österrike. En ny front bildades vid Kärntens gränser mot Italien där kriget fördes i alpernas högfjäll. Inte bara striderna utan även fjällolyckor och laviner krävde många offer på båda sidorna.
Efter första världskriget ingick Kärnten som delstat i den nya republiken Österrike. Samtidigt bildades Slovenernas, kroaternas och serbernas stat vilken senare, tillsammans med Montenegro och Serbien, bildade Kungariket Jugoslavien vilka gjorde anspråk på de slovensktalande områdena och vars trupper ockuperade södra Kärnten. De nybildade lantförsamlingen i Kärnten beslöt att göra beväpnat motstånd som varade fram till maj 1919. I fredsfördraget i Saint Germain bestämdes att en folkomröstning skulle avgöra Kärntens tillhörighet. Folkomröstningen hölls i oktober 1920. En majoritet, varav även många slovensktalande, röstade för Österrike. Den sydostligaste delen av Kärnten, Koroška, hamnade dock i Kungariket Jugoslavien, sedermera SFR Jugoslavien och till slut Slovenien.
Efterkrigstiden var först präglad av ekonomisk kris och hög arbetslöshet. Återhämtningen som började i mitten på 1920-talet avbröts av den stora världskrisen i början på 1930-talet. Den ekonomiska krisen ledde till politisk radikalisering. Kärnten utvecklades till en högborg för de österrikiska nationalsocialisterna.
Efter Österrikes anslutning till Tredje riket ombildades Kärnten till Reichsgau, i vilken Östtyrolen och – mellan 1941 och 1945 – även slovenska områden ingick. Å ena sidan var andelen aktiva nationalsocialister i Kärnten mer än dubbelt så högt som i resten av Österrike, å andra sidan utgjorde partisanförband i Kärnten det enda kontinuerliga, organiserade och beväpnade motståndet mot NS-diktaturen i Österrike.
Efter andra världskriget var Kärnten del av den brittiska ockupationszonen. Efter att det österrikiska statsfördraget hade undertecknats 1955 lämnade britterna Kärnten. I statsfördraget garanterades den slovensktalande befolkningen minoritetsrättigheter som ledde till politiska och som kulminerade i bråket om ortnamnskyltar 1972, när minoritetsfientliga befolkningsgrupper rev ner tvåspråkiga ortnamnsskyltar. Frågan om de tvåspråkiga ortnamnsskyltarna är fram till idag olöst.
Mellan 1945 och 1989 kom Kärntens regeringschef från det socialdemokratiska partiet. 1989 valdes högerpopulisten Jörg Haider till regeringschef. Han fick lämna sin post två år senare efter ett nazistvänligt tal i lantdagen, men återvaldes 1999 och 2004. Jörg Haider avled i en bilolycka 2008.

## Näringsliv
I Kärnten utgör jord- och skogsbruk en större andel av näringslivet än genomsnittet för Österrike. 2005 arbetade 5,9 procent av alla förvärvsarbetande inom jord- och skogsbruk, 29,7 procent inom industrin och 64,3 procent inom tjänstesektorn.
Exportindustrier är främst trä- och pappersindustri, metallindustri, elektronikindustri, kemiindustri och textilindustri med centrum vid Klagenfurt och Villach. Elproduktion ur vattenkraft är också av betydelse (cirka 10 procent av Österrikes elproduktion).
Turism är en av de viktigaste tjänstenäringar. I motsats till andra alpregioner i Österrike står sommarturismen för över 70 procent av alla övernattningar i Kärnten. Viktiga turismregioner är områdena kring de större sjöarna (Wörthersee, Ossiacher See, Millstätter See och Weissensee) och Grossglocknerområdet med nationalparken Hohe Tauern.

## Kommunikationer
Vid Villach möts tre viktiga motorvägar: öst-väst-förbindelsen A2 från Wien via Klagenfurt och Villach till Italien samt nord-syd-förbindelsen A10 från Salzburg i norr till Villach varifrån den fortsätter som A11 till Slovenien i söder.
Villach är även den viktigaste järnvägsknuten i Kärnten. Här möts Sydbanan som går från Wien till Italien, Tauernbanan från Salzburg till Spital an der Drau och vidare till Italien resp till Öst- och Sydtyrolen samt Karawankenbanan från Villach till Slovenien.
Nära Klagenfurt ligger Klagenfurts flygplats med internationella förbindelser.

## Sevärdheter

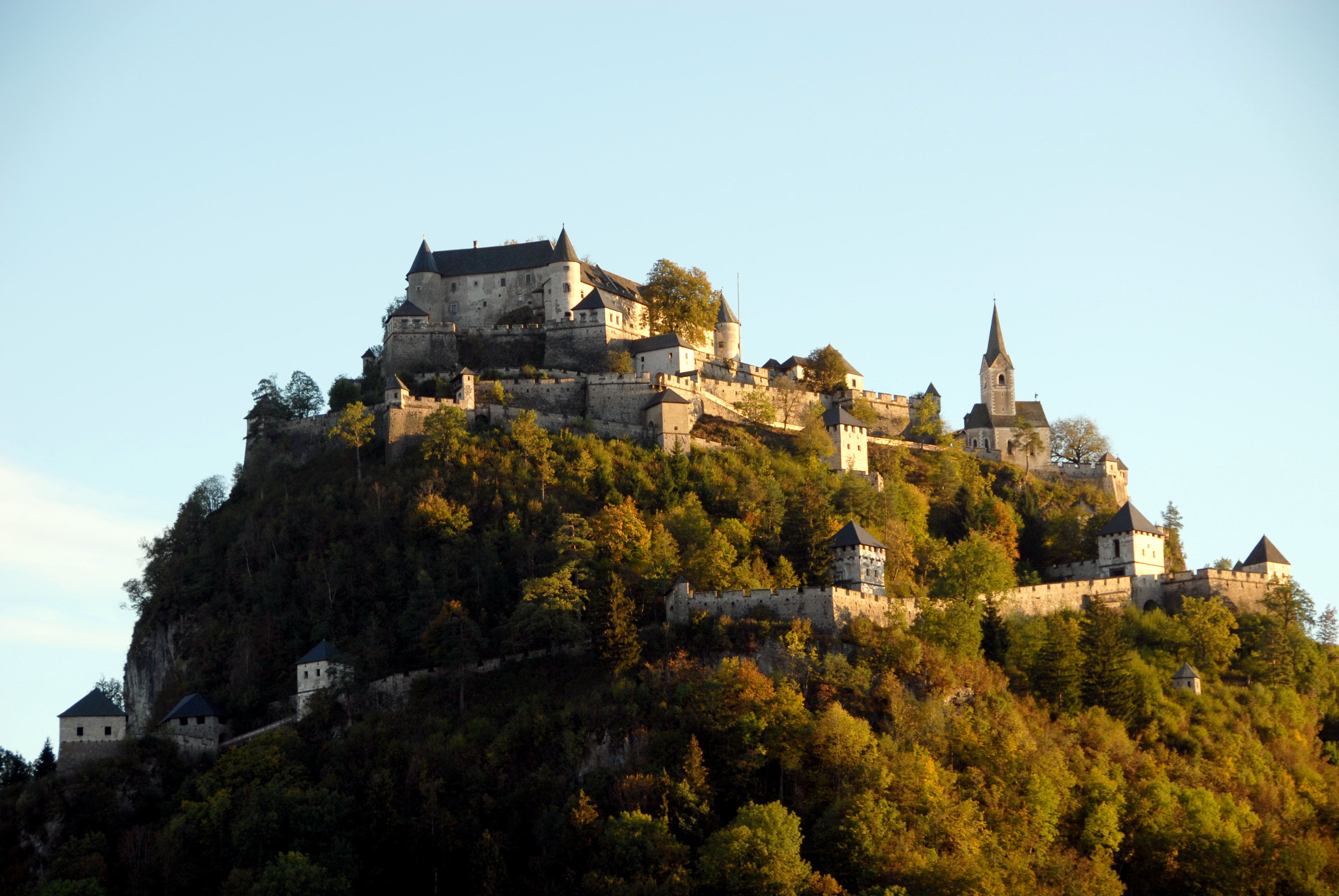
Borgen Hochosterwitz

- Heiligenblut vid Grossglockneralpvägen
- Utgrävningarna vid Magdalensberg och romarstaden Teurnia
- Borgen Hochosterwitz
- Orterna Friesach, Gurk, Hüttenberg, Maria Saal, Maria Wörth, Millstatt, Ossiach, Sankt Veit an der Glan, Spittal an der Drau, Strassburg, Velden och huvudstaden Klagenfurt

## Kända personer från Kärnten
Forskare
- Josef Stefan, fysiker

Idrott
- Franz Klammer, alpinskidåkare
- Fritz Strobl, alpinskidåkare

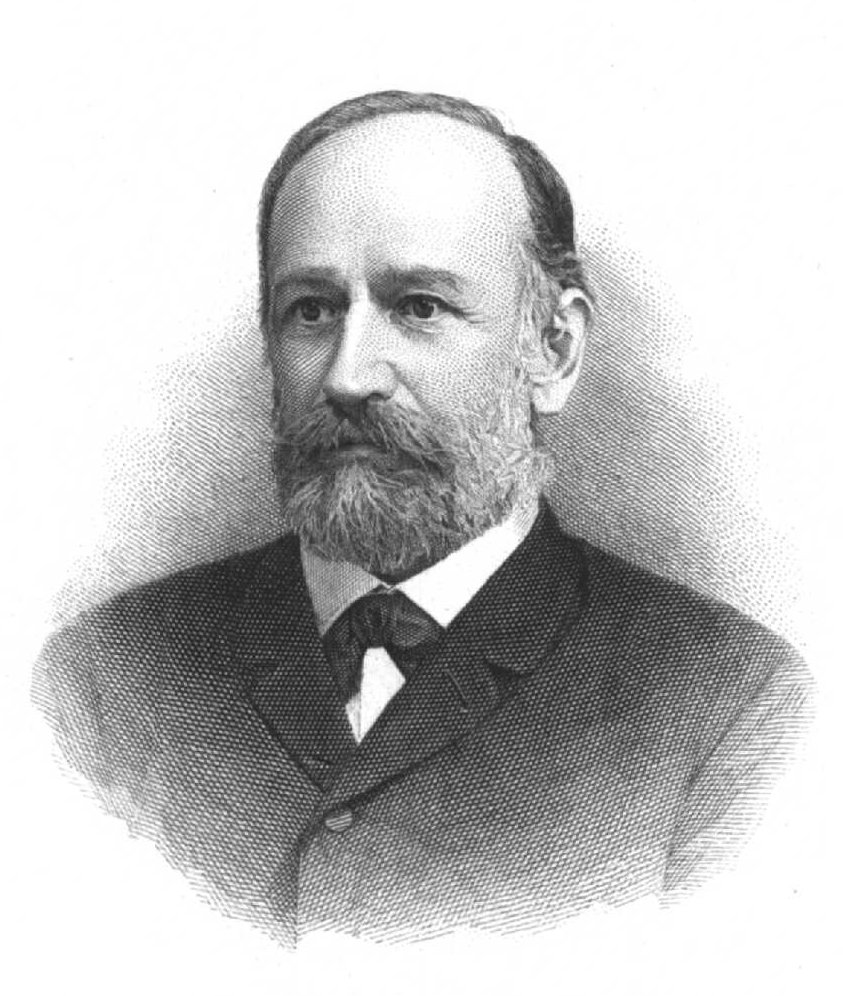
Josef Stefan

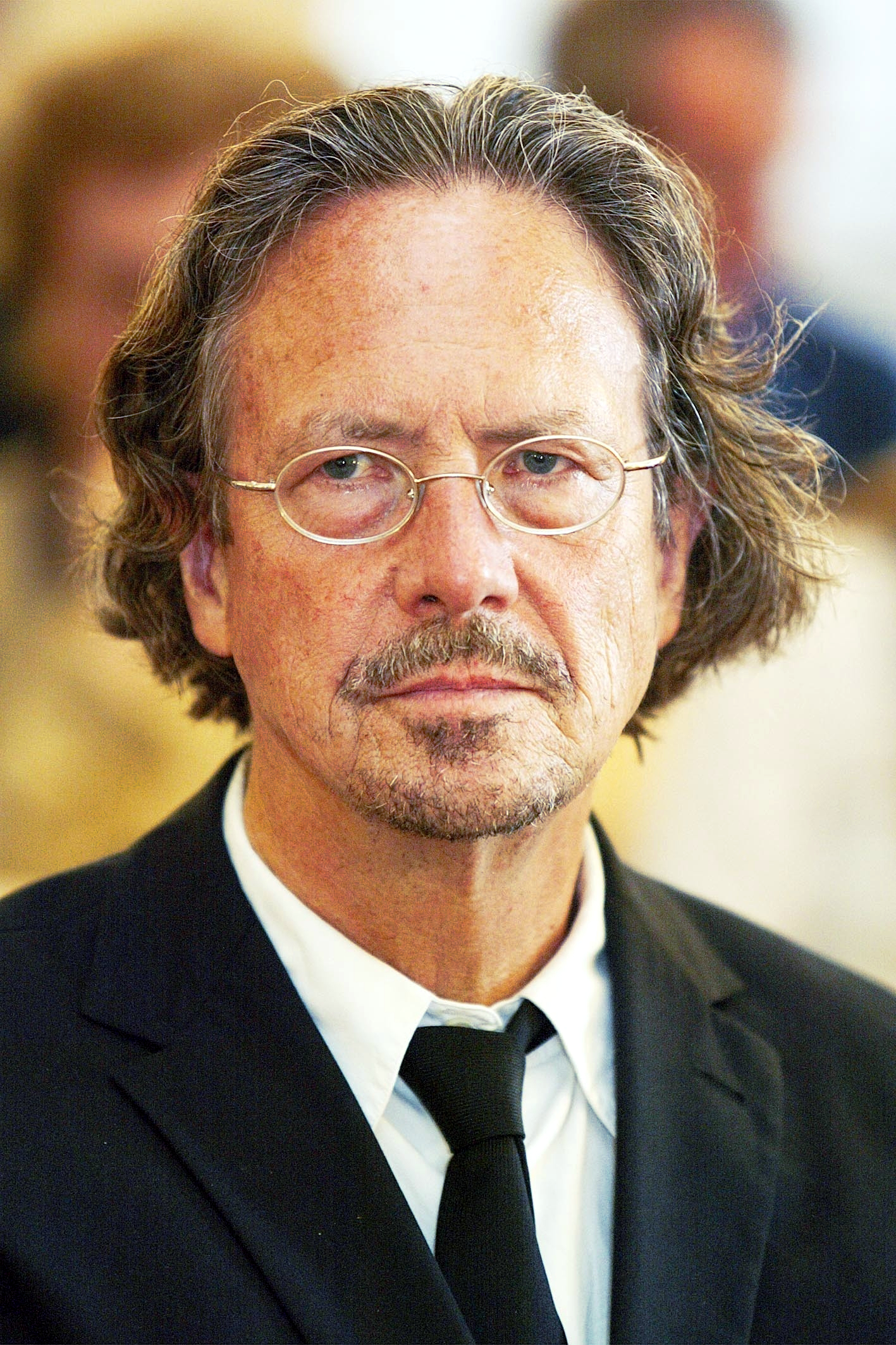
Peter Handke

- Patrick Friesacher, Formel 1-förare

Litteratur
- Ingeborg Bachmann, författare
- Peter Handke, författare, nobelpristagare 2019

Musik
- Udo Jürgens, sångare, pianist

Politik
- Jörg Haider, nationalistisk politiker
- Josef Klaus, förbundskansler

Upptäcktsresande
- Heinrich Harrer, bergsklättrare, författare